# Doutor Pedrinho
Doutor Pedrinho este un oraș în Santa Catarina (SC), Brazilia. În 2011, populația din Doutor Pedrinho era mai mică de 4,000 de locuitori. 